# HTC 7 Pro
HTC 7 Pro (модельний номер T7576, також відомий як HTC Arrive)  — смартфон, розроблений компанією HTC Corporation, анонсований 11 жовтня 2010 року. Працює під управлінням операційної системи Windows Phone 7.

## Критика
Ресурсу TechRadar сподобався дизайн, якість звуку визнали вражаючою як для телефону. Автоматичне завантаження світлин у SkyDrive є планим, а клавіатурою приємно користуватись. 
Не сподобався той факт, що є залежність від  передачі даних Zune, через що синхронізація відео може бути повільною. Відсутність змінної картки пам'яті microSD. Програшем було визнано відсутнсть Flash порівняно із смартфонами під управлінням Android.

## Огляд приладу
- Огляд HTC 7 Pro [Архівовано 26 серпня 2017 у Wayback Machine.] на TechRadar (англ.)
- Перший огляд HTC 7 Pro [Архівовано 7 грудня 2012 у Wayback Machine.] на Engadget (англ.)

## Відео
- HTC 7 Pro - перший погляд [Архівовано 20 вересня 2013 у Wayback Machine.] від HTC (англ.)
- Огляд HTC 7 Pro [Архівовано 23 травня 2014 у Wayback Machine.] від PhoneArena (англ.)
- Повний огляд мобільного телефону HTC 7 Pro [Архівовано 5 жовтня 2016 у Wayback Machine.] (англ.)